# Swiss Indoors 2013
Swiss Indoors 2013 byl tenisový turnaj pořádaný jako součást mužského okruhu ATP World Tour, který se hrál na krytých dvorcích s tvrdým povrchem arény St. Jakobshalle. Konal se mezi 21. až 27. říjnem 2013 v švýcarské Basileji jako 44. ročník turnaje.
Turnaj s rozpočtem 1 988 835 eur patřil do kategorie ATP World Tour 500. Nejvýše nasazeným hráčem ve dvouhře byl pátý tenista světa Juan Martín del Potro z Argentiny, který titul obhájil po finálové výhře nad bývalou švýcarskou světovou jedničkou Rogerem Federerem.

## Dvouhra

### Nasazení hráčů
| Země      | Hráč                  | ATP1) | Nasazení |
| --------- | --------------------- | ----- | -------- |
| Argentina | Juan Martín del Potro | 5.    | 1.       |
| Česko     | Tomáš Berdych         | 6.    | 2.       |
| Švýcarsko | Roger Federer         | 7.    | 3.       |
| Švýcarsko | Stanislas Wawrinka    | 9.    | 4.       |
| Francie   | Richard Gasquet       | 10.   | 5.       |
| Japonsko  | Kei Nišikori          | 18.   | 6.       |
| Itálie    | Andreas Seppi         | 22.   | 7.       |
| Bulharsko | Grigor Dimitrov       | 28.   | 8.       |

- 1) Žebříček ATP ke 14. říjnu 2013.

### Jiné formy účasti na turnaji
Následující hráči obdrželi divokou kartu do hlavní soutěže:
- Marco Chiudinelli
- Alexandr Dolgopolov
- Henri Laaksonen

Následující hráči postoupili z kvalifikace:
- Benjamin Becker
- Tobias Kamke
- Denis Kudla
- Paul-Henri Mathieu

### Odstoupení
- Brian Baker
- Nikolaj Davyděnko
- Federico Delbonis
- Marinko Matosevic
- Rafael Nadal
- Milos Raonic

### Skrečování
- Carlos Berlocq

## Čtyřhra

### Nasazení párů
| Země      | Hráč                | Země       | Hráč                   | ATP1) | Nasazení |
| --------- | ------------------- | ---------- | ---------------------- | ----- | -------- |
| Indie     | Rohan Bopanna       | Francie    | Édouard Roger-Vasselin | 27.   | 1.       |
| Pákistán  | Ajsám Kúreší        | Nizozemsko | Jean-Julien Rojer      | 30.   | 2.       |
| Polsko    | Mariusz Fyrstenberg | Polsko     | Marcin Matkowski       | 41.   | 3.       |
| Bělorusko | Max Mirnyj          | Rumunsko   | Horia Tecău            | 52.   | 4.       |

- 1) Žebříček ATP ke 14. říjnu 2013.

### Jiné formy účasti
Následující páry obdržely divokou kartu do hlavní soutěže:
- Marco Chiudinelli /  Michael Lammer
- Sandro Ehrat /  Henri Laaksonen

## Přehled finále

### Mužská dvouhra
- Juan Martín del Potro vs.  Roger Federer, 7–6(7–3), 2–6, 6–4

### Mužská čtyřhra
- Treat Conrad Huey /  Dominic Inglot vs.  Julian Knowle /  Oliver Marach, 6–3, 3–6, [10–4]